# Brassall
Brassall är en del av en befolkad plats i Australien. Den ligger i kommunen Ipswich och delstaten Queensland, omkring 31 kilometer sydväst om delstatshuvudstaden Brisbane. Antalet invånare är 8 320.
Runt Brassall är det tätbefolkat, med 383 invånare per kvadratkilometer.. Närmaste större samhälle är Ipswich, nära Brassall.
Omgivningarna runt Brassall är huvudsakligen savann. Genomsnittlig årsnederbörd är 1 252 millimeter. Den regnigaste månaden är januari, med i genomsnitt 248 mm nederbörd, och den torraste är oktober, med 34 mm nederbörd.